# Киндаль
Киндаль — река в России, протекает по Кондинскому району Ханты-Мансийского АО. Устье реки находится в 6 км по левому берегу Подземельной протоки, впадающей в Конду в 265 км по левому берегу. Длина реки составляет 34 км.

## Данные водного реестра
По данным государственного водного реестра России относится к Иртышскому бассейновому округу, водохозяйственный участок реки — Конда, речной подбассейн реки — Конда. Речной бассейн реки — Иртыш.
Код объекта в государственном водном реестре — 14010600112115300017792.